# Ровеньок
Ровеньок — річка у Антрацитівському районі Луганської області, права притока Нагольної.

## Опис
Довжина річки 24  км.,  похил річки — 8,3 м/км. Формується з багатьох безіменних струмків та водойм. Площа басейну 136 км².

## Розташування
Ровеньок бере початок на околиці Новодар'ївки. Тече на південний захід у межах населених пунктів Любимівки, Улянівки та Грибувахи. Біля Платонівки впадає у водойму Нагольної, лівої притоки Міуса.
Притоки: Любима, Балка Дабривка (праві)